# راوند ماونتين
راوند ماونتين (بالإنجليزية: Round Mountain)‏ هي بلدة غير مدخلة في مقاطعة ناي في ولاية نيفادا الأمريكية. بلغ عدد سكانها 1,868 نسمة حسب تعداد عام 2010. الرمز البريدي للبلدة هو 89045.
وتشتهر «راوند ماونتن» بمنجم الذهب السطحي الكبير المملوك لشركة كينروس للذهب (مالك ومشغل بنسبة 50٪) وشركة باريك غولد (مملوكة بنسبة 50٪). وكان أول إنتاج للذهب في منطقة راوند ماونتن في عام 1906، وبحلول عام 2006 أنتجت المنجم أكثر من 10 ملايين أوقية من الذهب، تبلغ قيمتها حوالي 9.5 مليار دولار أمريكي بأسعار 2009. يبلغ إجمالي احتياطيات خام الذهب حوالي 1.8 مليون أوقية من الذهب حتى نهاية عام 2007. ويوجد الذهب على حافة كالديرا قديمة، وهو يتكون أساسا حبيبات دقيقة، وقد يتكون الذهب في التقاطعات الهيكلية.
في حين أن البلدة الأصلية لا تزال بالقرب من مراكز التعدين الحالية، فقد تم بناء بلدة هادلي، نيفادا لاحقا لنقل أهل التجمع السابق. على هذا النحو فقد توصف هادلي باسم راوند ماونتن أيضا.